# Bagnoli Irpino
Bagnoli Irpino község (comune) Olaszország Campania régiójában, Avellino megyében.

## Fekvése
A település a Picentini-hegység hegység északi oldalán fekszik. A kirándulók kedvenc célpontja, ugyanis innen könnyen elérhetők a környék természeti látnivalói. Határai: Acerno, Calabritto, Caposele, Lioni, Montella és Nusco.

## Története
Első írásos említése 1001-ből származik. A középkorban az Acerrai Grófság része volt, majd több nápolyi nemesi család is birtokolta. A következő századokban nemesi birtok volt. A 19. században nyerte el önállóságát, amikor a Nápolyi Királyságban felszámolták a feudalizmust. A település nevének eredete a latin balneolum szóból származik, amelynek jelentése fürdő.

## Népessége
A népesség számának alakulása:

## Főbb látnivalói
- az 1560-ban épült Aragóniai-kastély romjai
- a 17. században épült Santa Assunta-templom'
- a 14-15. században épült San Domenico-templom és -kolostor
- a 17. századi Santa Caterina da Siena-kolostor
- 15. században épült kőtorony a közeli Terraturo domb tetején